# پورت کت

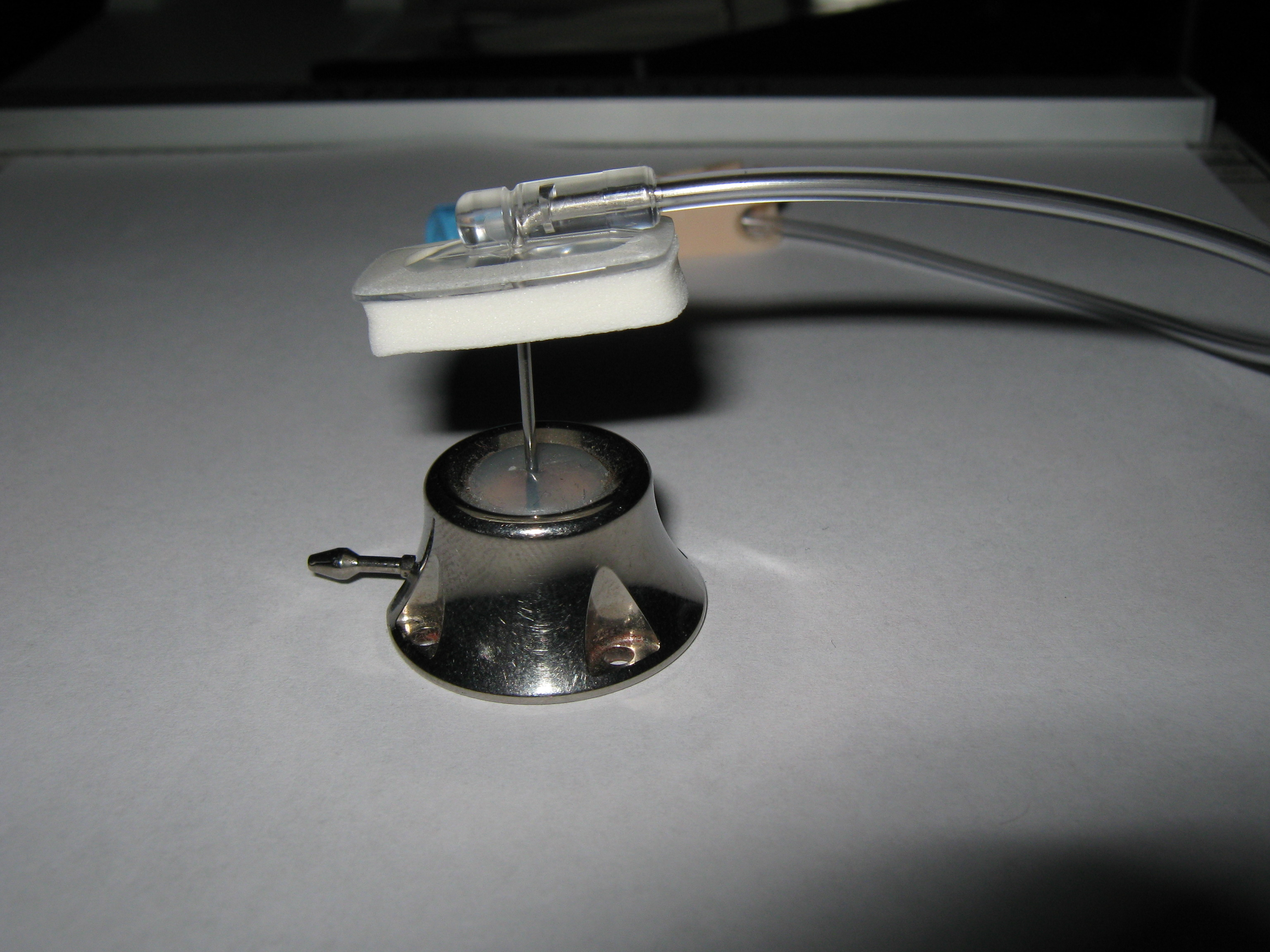
پورت‌کت با نیدل (سوزن) ویژه ۹۰درجه.

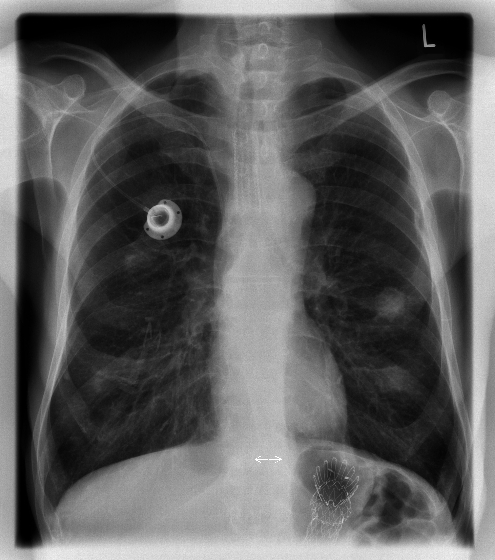
تصویر رادیوگرافی سینه که درآن پورت‌کت نصب شده در بدن دیده می‌شود.

پورت‌کت(به انگلیسی: portacath) یا به اختصار پورت قطعه و دستگاهی بیوتکنولوژیک است که دسترسی به یک سیاهرگ مرکزی را در بدن بیمار فراهم می‌سازد. پورت از یک کاتتر یا لوله رگ گذر، غالباً از جنس سیلیکون که از راه ورید جوگولار یا فمورال در درون ورید اجوف (زیرین یا زبرین) قرار گرفته و یک مخزن یا پورت (درگاه) از جنس سیلیکون یا تیتانیوم برای تزریق دارو تشکیل گردیده‌است و تمامی مجموعه در درون بدن قرار می‌گیرد. بخش پورت که زیر سطح پوست قرار دارد به پرسنل پزشکی این امکان را می‌دهد که بدون نیاز به نصب یک کاتتر بیرون از بدن و به جهت کاهش مشکلات جانبی از جمله عفونت، بتوانند دارو و مایعات تزریقی را تجویز کنند.
پورت کت نام شناخته شده شرکت سازنده آن اسمیتزمدیکال است و با نام‌های دیگری چون اسمارت‌پورت، پاورپورت، مدی-پورت و لایف‌سایت نیز در بازار موجود است.

## مکانیسم وکارآیی
پورت دارای یک ورقه سیلیکون نرم بر روی آن برای فروبردن سوزن است و مخزن حامل این صفحه که گاه از جنس تیتانیوم ساخته می‌شود. به دنبال آن کاتتر یا لوله پلاستیک قرار دارد. مخزن در اتاق عمل و به صورت جراحی در زیر پوست سینه (بخش بالایی) یا بازوی بیمار نصب می‌شود و کاملاً قابل لمس خواهد بود درحالی‌که لوله کاتتر از راه یک سیاه‌رگ نزدیک به آن وارد سیستم گردش خون شده و خود را به ورید اجوف یا بزرگ سیاه‌رگ در آستانه ورودی دهلیز راست قلب می‌رساند. از آنجا که تمامی سیستم در زیر پوست قرار می‌گیرد، بیمار می‌تواند با آزادی کامل به فعالیت روزمره بپردازد و شنا و شستشوی بدن بدون مشکل خواهد بود (برخلاف کاتتر مرکزی).
هربار که بیمار نیاز به تزریق داشته باشد، دارو از راه برگه سیلیکونی وارد مخزن و از آنجا وارد سیاهرگ می‌گردد. به‌طور میانگین، هر پورت قابلیت هزار تزریق را خواهد داشت.
پیش از هر تزریق، پوست روی پورت ضدعفونی شده سپس سوزن به‌طور عمودی وارد پورت می‌شود. پس از تزریق دارو باید پورت به وسیلهٔ محلول فیزیولوژیک (سرم نمکی ۵٪) شسته شود و محلولی از هپارین را برای جلوگیری از لخته شدن خون درون لوله داخل پورت تزریق کرد.

## کاربردها
- تجویز تغذیه مصنوعی پارنترال یا اسیدآمینه
- تجویز داروهای تزریقی در بیماران دارای سیستم ایمنی معیوب
- برای تزریق کنتراست در تصویربرداری کامپیوتری یا سی‌تی اسکن

## عوارض
- عفونت: درصورت ورود میکروب درون پورت، به سرعت باید از بدن بیمار دارای نقص یا ضعف ایمنی خارج شود.
- ترومبوز: لخته شدن خون درون کاتتر عملکرد آن را مختل نموده و باید توسط سرم فیزیولوژیک و هپارین فلاش شود. واژه فلاش، وارد نمودن محتوای سرنگ با سرعت درون کاتتر است و توسط پرستار و پزشک انجام می‌شود. در بیمارانی که استفاده از کاتتر پورت به ندرت استفاده می‌شود، معمولاً هر ماه یکبار باید شستشوی فلاش از راه کاتتر انجام شود.
- خرابی مکانیکی پورت و در بیشتر مواقع جدا شدن لوله از مخزن.
- ناهماهنگی سنی: در کودکان در حال رشد، کاتتر کوتاه شده و نیاز به تعویض خواهد داشت.
- پنوموتوراکس: گاه در طول مسیر جوگولار و ساب‌کلاوین ممکن است نوک کاتتر به شش‌ها صدمه وارد کند. آمار ایجاد پنوموتوراکس حدود یک درصد است.
- زخمی شدن دیواره رگ: در طول مسیر فروبردن کاتتر ممکن است دیواره ورید سوراخ شود و به همین دلیل معمولاً نصب پورت‌کت همراه اولتراسوند (فراصوت) باید انجام شود.